# Hyppyrimäki
Il trampolino di Vuokatti, in finlandese Vuokatin hyppyrimäki, è un trampolino situato a Vuokatti, in Finlandia.

## Storia
Aperto nel 1947 come K70, l'impianto è stato trasformato in K90 per i Campionati mondiali juniores di sci nordico 1992; in seguito ha ospitato varie tappe della Coppa del Mondo di combinata nordica.

## Caratteristiche
Il trampolino normale ha il punto K a 90 m; il primato di distanza appartiene al giapponese Taku Takeuchi (105,5 m); il primato femminile (99 m) è stato stabilito dall'austriaca Daniela Iraschko nel 2001. Il complesso è attrezzato anche con salti minori HS54, K32 e K10.